# Dall
Dall – jedna z wysp Archipelagu Aleksandra na Alasce, położona na zachód od Wyspy Księcia Walii. Jej powierzchnia wynosi 657,91 km², co czyni ją 28. największą wyspą Stanów Zjednoczonych oraz 21. największą wyspą stanu Alaska.